# East Central Pennington (Dakota del Sur)
East Central Pennington es un territorio no organizado ubicado en el condado de Pennington en el estado estadounidense de Dakota del Sur. En el Censo de 2010 tenía una población de 384 habitantes y una densidad poblacional de 0,39 personas por km².

## Geografía
East Central Pennington se encuentra ubicado en las coordenadas 43°57′19″N 102°41′5″O / 43.95528, -102.68472. Según la Oficina del Censo de los Estados Unidos, East Central Pennington tiene una superficie total de 988.16 km², de la cual 986.9 km² corresponden a tierra firme y (0.13%) 1.25 km² es agua.

## Demografía
Según el censo de 2010, había 384 personas residiendo en East Central Pennington. La densidad de población era de 0,39 hab./km². De los 384 habitantes, East Central Pennington estaba compuesto por el 93.23% blancos, el 0% eran afroamericanos, el 3.39% eran amerindios, el 1.3% eran asiáticos, el 0% eran isleños del Pacífico, el 0.78% eran de otras razas y el 1.3% pertenecían a dos o más razas. Del total de la población el 1.04% eran hispanos o latinos de cualquier raza.